# Off the Map (album d'H-Burns)
Pour les articles homonymes, voir Off the Map.
Albums de H-Burns
We Go Way Back
(2009) Night Moves
(2015)
Off the Map est le quatrième album d'H-Burns, sorti le 18 février 2013. Il a été enregistré par Steve Albini à Chicago, dans son studio, l'Electrical Audio. C'est le premier disque sorti par Vietnam, le label créé par les fondateurs de So Foot. 

## Liste des chansons
1. Two Thousand Miles – 3:15
2. Six Years – 3:24
3. Big Blue – 3:33
4. Opposite Way – 3:00
5. Stubborn Man – 3:19
6. It's Late – 1:42
7. Sail on Wild – 4:25
8. Put Your Hands on the Right Man – 2:55
9. Wrong Side – 2:11
10. Underground, Underground – 3:28
11. Not Only Fading Out – 3:03
12. The Black Maps – 4:16